# سونی اریکسون تی۷۰۰
تی۷۰۰ یک نمونه گوشی سونی اریکسون است که در سال ۲۰۰۸ معرفی شد.